# Diócesis de Hamilton en las Bermudas
La diócesis de Hamilton en las Bermudas (en latín: Dioecesis Hamiltonensis in Bermuda y en inglés: Roman Catholic Diocese of Hamilton in Bermuda)  es una circunscripción eclesiástica de la Iglesia católica en Bermudas. Se trata de una diócesis latina, sufragánea de la arquidiócesis de Nasáu. Desde el 13 de junio de 2015 su obispo es Wiesław Śpiewak, de la Congregación de la Resurrección.

## Territorio y organización

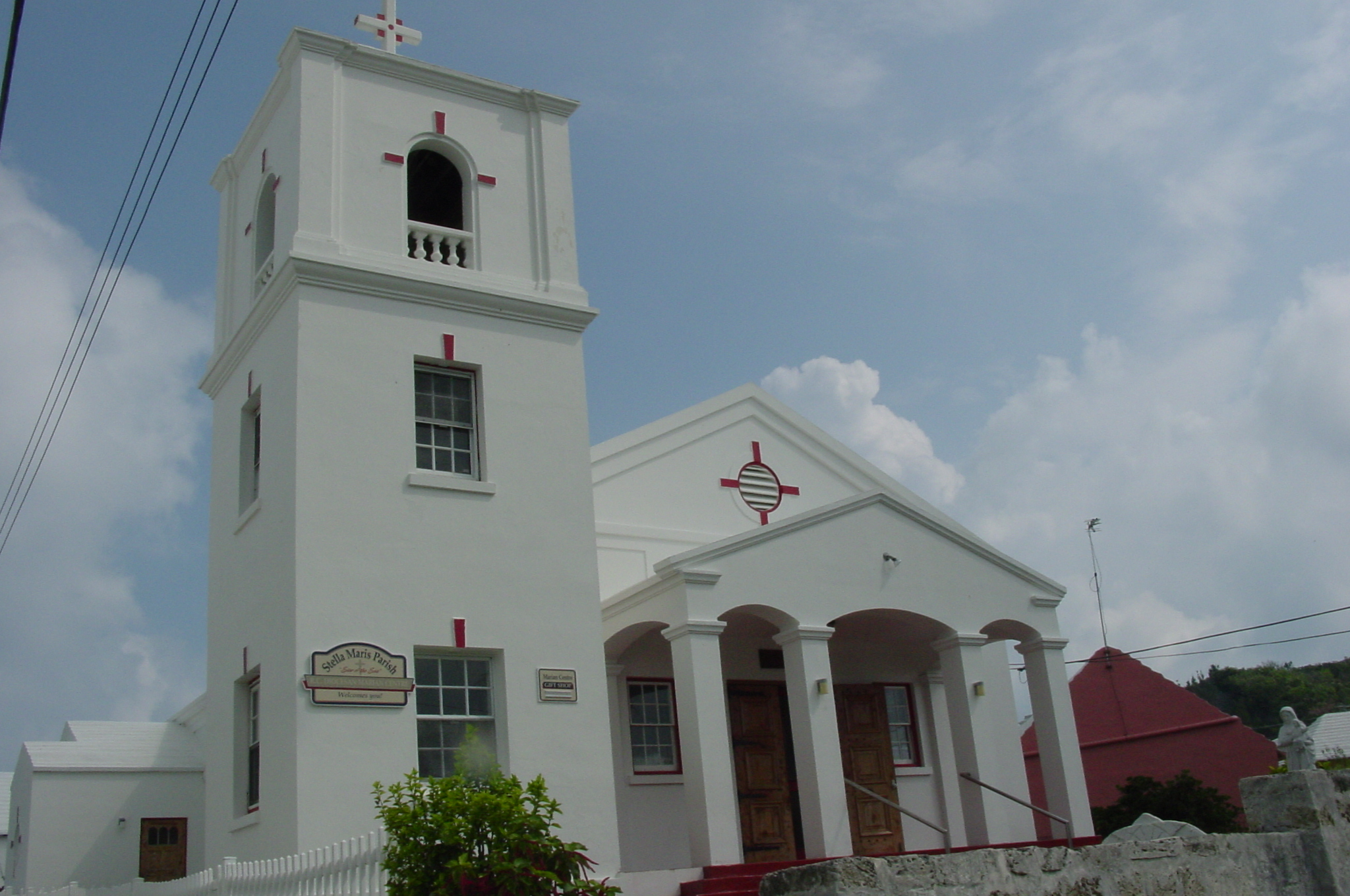
Parroquia Stella Maris, en Saint George

La diócesis tiene 54 km² y extiende su jurisdicción sobre los fieles católicos de rito latino residentes en las islas Bermudas, un territorio dependiente del Reino Unido.
La sede de la diócesis se encuentra en la ciudad de Hamilton, en la isla Gran Bermuda, en donde se halla la Catedral de Santa Teresa de Lisieux. 
En 2023 en la diócesis existían 6 parroquias:
- Catedral de Santa Teresa de Lisieux, en Hamilton;
- San Antonio, en Warwick;
- San José, en Sandys;
- San Miguel, en Paget;
- San Patricio, en Smith's;
- Stella Maris, en Saint George.

## Historia

### Antecedentes
La presencia católica en las Bermudas fue reconocida oficialmente por el gobierno británico recién en el siglo XIX, habiendo prohibido previamente el catolicismo en todo el archipiélago, también y sobre todo debido a una fuerte intolerancia de los colonos locales hacia los católicos.
Durante las primeras décadas del siglo XIX se levantaron todas las restricciones al culto católico, pero las islas, a pesar de formar parte del vicariato apostólico de Halifax (hoy arquidiócesis de Halifax-Yarmouth), nunca fueron objeto de una verdadera y seria organización pastoral y una presencia regular y continua de un sacerdote católico. Fue William Walsh, obispo coadjutor de Halifax, quien estableció la primera misión permanente en el archipiélago en 1843, y en 1848, habiéndose convertido en obispo de Halifax, visitó las misiones de las Bermudas. En 1858 se inauguró el primer cementerio católico y en la Pascua de 1859 se inauguró en Hamilton la primera parroquia católica de la colonia británica, San Eduardo.
En la segunda mitad del siglo XIX, cuando todavía formaban parte de iure de la arquidiócesis de Halifax, las misiones de las Bermudas estaban dirigidas por capellanes militares católicos designados en Londres. Sin embargo, los arzobispos de Halifax Thomas Louis Connolly (1859-1876), Cornelius O'Brien (1882-1906) y Edward Joseph McCarthy (1906-1931) visitaron varias veces estas misiones.
En 1889 las Hermanas de la Caridad abrieron una escuela católica privada, que se convirtió en la Academia Mount Saint Agnes, a la que también asistieron alumnos protestantes, que sigue siendo la única escuela católica en las Bermudas en la actualidad.
A partir de 1907 la arquidiócesis de Halifax retomó el control directo de la pastoral católica en el archipiélago y en 1919 obtuvo el permiso del Gobierno británico para establecer la corporación católica romana de las Bermudas, lo que hizo posible que la Iglesia católica adquiriera y poseyera bienes. Esto permitió el establecimiento de una segunda parroquia en Somerset en 1928 y la construcción de una nueva iglesia en Hamilton, dedicada a Santa Teresa de Lisieux, para reemplazar a la anterior de San Eduardo, que se había quedado pequeña.

### Sede en Bermudas
Después de la Segunda Guerra Mundial el número de católicos en el archipiélago aumentó considerablemente, también por la llegada de un nutrido grupo de inmigrantes portugueses, y se construyeron nuevas iglesias. Esto hizo imposible que los arzobispos de Halifax enviaran y aumentaran sacerdotes regularmente para garantizar una atención pastoral adecuada en las Bermudas. Por ello, el 19 de febrero de 1953 se estableció la prefectura apostólica de las Islas Bermudas mediante la bula Quo spiritualibus del papa Pío XII, desmembrando el territorio de la arquidiócesis de Halifax. El nuevo distrito eclesiástico se encomendó a la Congregación de la Resurrección, que ya había trabajado en las islas desde 1939 hasta 1944.
El 28 de enero de 1956 la prefectura apostólica fue elevada a vicariato apostólico mediante la bula Etsi curae del papa Pío XII.
El 12 de junio de 1967, mediante la bula Sanctissimae Christi del papa Pablo VI, el vicariato apostólico fue elevado a diócesis con su nombre actual. Inicialmente inmediatamente sujeta a la Santa Sede, el 14 de septiembre del mismo año se convirtió en sufragánea de la arquidiócesis de Kingston en Jamaica y el 22 de junio de 1999 pasó a formar parte de la provincia eclesiástica de Nasáu.

## Estadísticas
Según el Anuario Pontificio 2024 la diócesis tenía a fines de 2023 un total de 9306 fieles bautizados.
| Año                                                                             | Población            | Población | Población      | Sacerdotes | Sacerdotes    | Sacerdotes    | Bautizados por sacerdote | Diáconos permanentes | Religiosos | Religiosos | Parroquias |
| Año                                                                             | Bautizados católicos | Total     | % de católicos | Total      | Clero secular | Clero regular | Bautizados por sacerdote | Diáconos permanentes | Varones    | Mujeres    | Parroquias |
| ------------------------------------------------------------------------------- | -------------------- | --------- | -------------- | ---------- | ------------- | ------------- | ------------------------ | -------------------- | ---------- | ---------- | ---------- |
| 1966                                                                            | 4600                 | 48 000    | 9.6            | 8          | 1             | 7             | 575                      |                      | 7          | 18         | 6          |
| 1970                                                                            | 8010                 | 51 066    | 15.7           | 4          | 2             | 2             | 2002                     |                      | 2          | 17         | 7          |
| 1976                                                                            | 8500                 | 52 500    | 16.2           | 9          | 2             | 7             | 944                      |                      | 7          | 12         | 7          |
| 1980                                                                            | 9000                 | 62 100    | 14.5           | 9          | 1             | 8             | 1000                     | 1                    | 8          | 9          | 7          |
| 1990                                                                            | 9000                 | 60 000    | 15.0           | 8          | 2             | 6             | 1125                     |                      | 8          | 5          | 7          |
| 1999                                                                            | 8712                 | 58 460    | 14.9           | 7          | 1             | 6             | 1244                     |                      | 6          | 4          | 6          |
| 2000                                                                            | 8712                 | 58 500    | 14.9           | 6          |               | 6             | 1452                     |                      | 6          | 3          | 6          |
| 2001                                                                            | 9300                 | 62 472    | 14.9           | 6          |               | 6             | 1550                     |                      | 6          | 3          | 6          |
| 2002                                                                            | 9300                 | 62 472    | 14.9           | 6          |               | 6             | 1550                     |                      | 6          | 3          | 6          |
| 2003                                                                            | 9275                 | 66 545    | 13.9           | 6          | 1             | 5             | 1545                     |                      | 5          | 3          | 6          |
| 2004                                                                            | 9275                 | 66 545    | 13.9           | 5          |               | 5             | 1855                     |                      | 5          | 3          | 6          |
| 2006                                                                            | 9275                 | 66 545    | 13.9           | 6          | 1             | 5             | 1545                     |                      | 5          | 2          | 6          |
| 2013                                                                            | 9340                 | 64 237    | 14.5           | 5          | 1             | 4             | 1868                     |                      | 4          | 2          | 6          |
| 2016                                                                            | 9340                 | 64 237    | 14.5           | 6          | 3             | 3             | 1556                     | 2                    | 3          | 2          | 6          |
| 2019                                                                            | 9340                 | 64 237    | 14.5           | 3          | 2             | 1             | 3113                     | 2                    | 1          | 2          | 6          |
| 2021                                                                            | 9250                 | 62 102    | 14.9           | 4          | 2             | 2             | 2312                     | 2                    | 2          | 2          | 6          |
| 2023                                                                            | 9306                 | 64 184    | 14.5           | 8          | 6             | 2             | 1162                     | 2                    | 6          |            | 6          |
| Fuente: Catholic-Hierarchy, que a su vez toma los datos del Anuario Pontificio. |                      |           |                |            |               |               |                          |                      |            |            |            |

## Episcopologio
- Robert Stephen Dehler, C.R. † (7 de mayo de 1954-26 de agosto de 1966 falleció)
- Bernard James Murphy, C.R. † (12 de junio de 1967-22 de mayo de 1974 falleció)
- Brian Leo John Hennessy, C.R. † (28 de febrero de 1975-1 de junio de 1995 retirado)
- Robert Joseph Kurtz, C.R. (1 de junio de 1995-13 de junio de 2015 retirado)
- Wiesław Śpiewak, C.R., desde el 13 de junio de 2015